# Paul Gonzales
Paul Gonzales   (Los Angeles, 18 d'abril de 1964) és un boxejador estatunidenc, ja retirat, que va competir durant la dècada de 1980.
El 1983 es proclamà campió de pes minimosca amateur dels Estats Units, alhora que també guanyà una medalla de plata als Jocs Panamericans disputats a Caracas. El 1984 va prendre part en els Jocs Olímpics d'Estiu de Los Angeles, on guanyà la medalla d'or en la categoria del pes minimosca del programa de boxa.
L'11 d'agost de 1985 va començar la seva carrera professional. En el seu tercer combat va guanyar el títol del pes mosca de la NABF derrotant al veterà Alonzo Strongbow Gonzalez. Va defensar el seu títol una vegada, guanyant per decisió a Orlando Canizales el 20 de juliol de 1986. Després de perdre una decisió controvertida davant Ray Medel pel títol de pes mosca USBA el 17 de juny de 1988, va tornar a desafiar Canizales, aquesta vegada pel cinturó de pes gall IBF, el 10 de juny de 1990. Va perdre per KO al segon assalt. Dues derrotes més el van dur a posar punt-i-final a la seva carrera esportiva el 1991.